# Fresne-Léguillon
Fresne-Léguillon [fʁɛn leɡɥijɔ̃] ist eine französische Gemeinde mit 440 Einwohnern (Stand 1. Januar 2022) im Département Oise in der Region Hauts-de-France. Sie gehört zum Arrondissement Beauvais, zur Communauté de communes du Vexin Thelle und zum Kanton Chaumont-en-Vexin.

## Geographie
Die Gemeinde Fresne-Léguillon liegt in der Landschaft Vexin français, 17 Kilometer östlich von Gisors am Bach Ru du Mesnil. Zur Gemeinde gehört der Ortsteil Heulecourt am Bach Ru de Pouilly. Beide Bäche fließen nach Süden ab und gehören zum Einzugsgebiet der Troësne.

## Einwohner
| Jahr                       | 1962 | 1968 | 1975 | 1982 | 1990 | 1999 | 2006 | 2012 | 2021 |
| -------------------------- | ---- | ---- | ---- | ---- | ---- | ---- | ---- | ---- | ---- |
| Einwohner                  | 298  | 307  | 354  | 313  | 394  | 467  | 478  | 468  | 440  |
| Quellen: Cassini und INSEE |      |      |      |      |      |      |      |      |      |

## Sehenswürdigkeiten
- Kirche Notre-Dame-de-l’Assomption, 1927 als Monument historique eingetragen.[1][2]
- Ehemaliges Waschhaus (Lavoir)

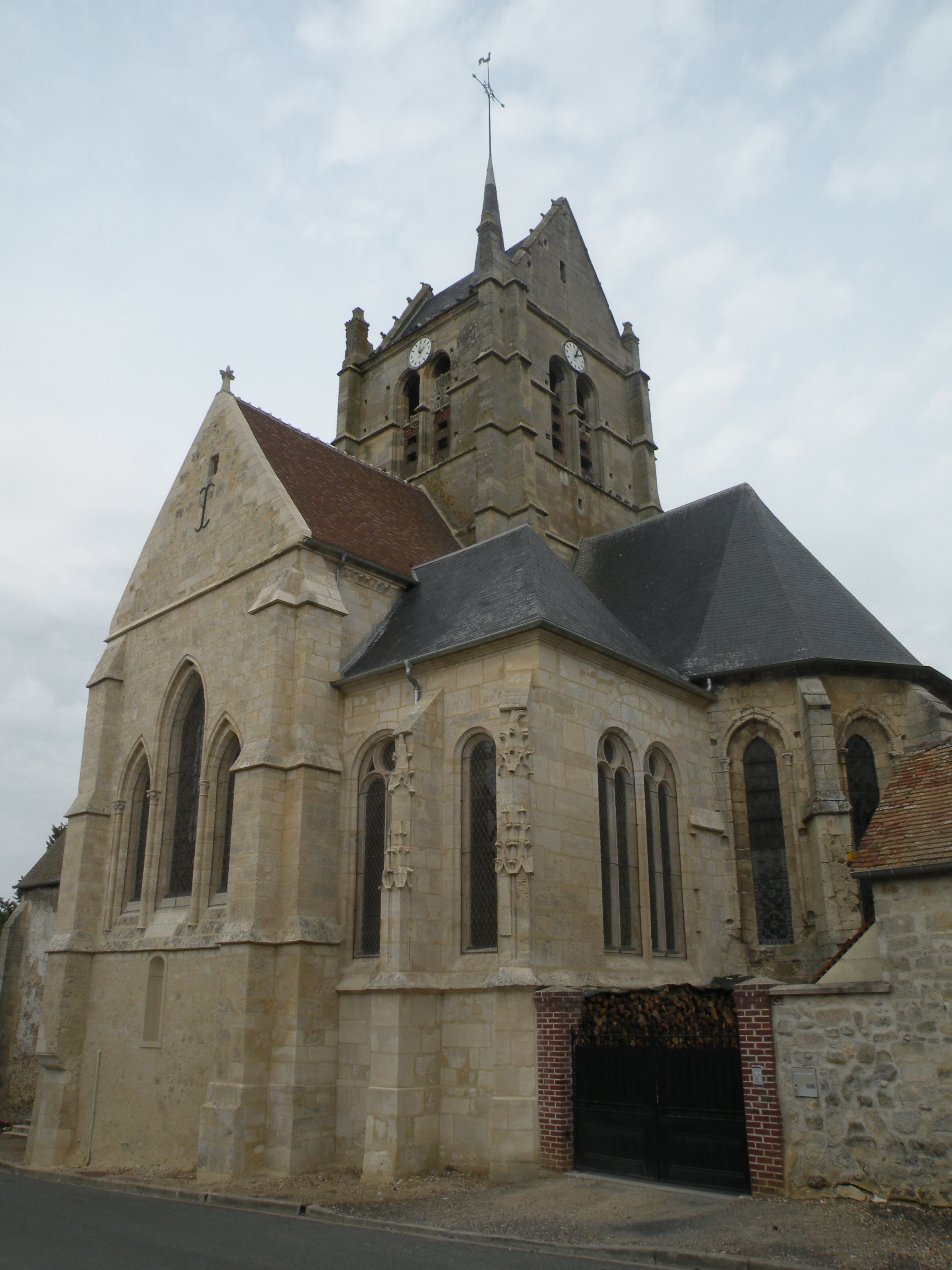
Kirche Notre-Dame-de-l’Assomption
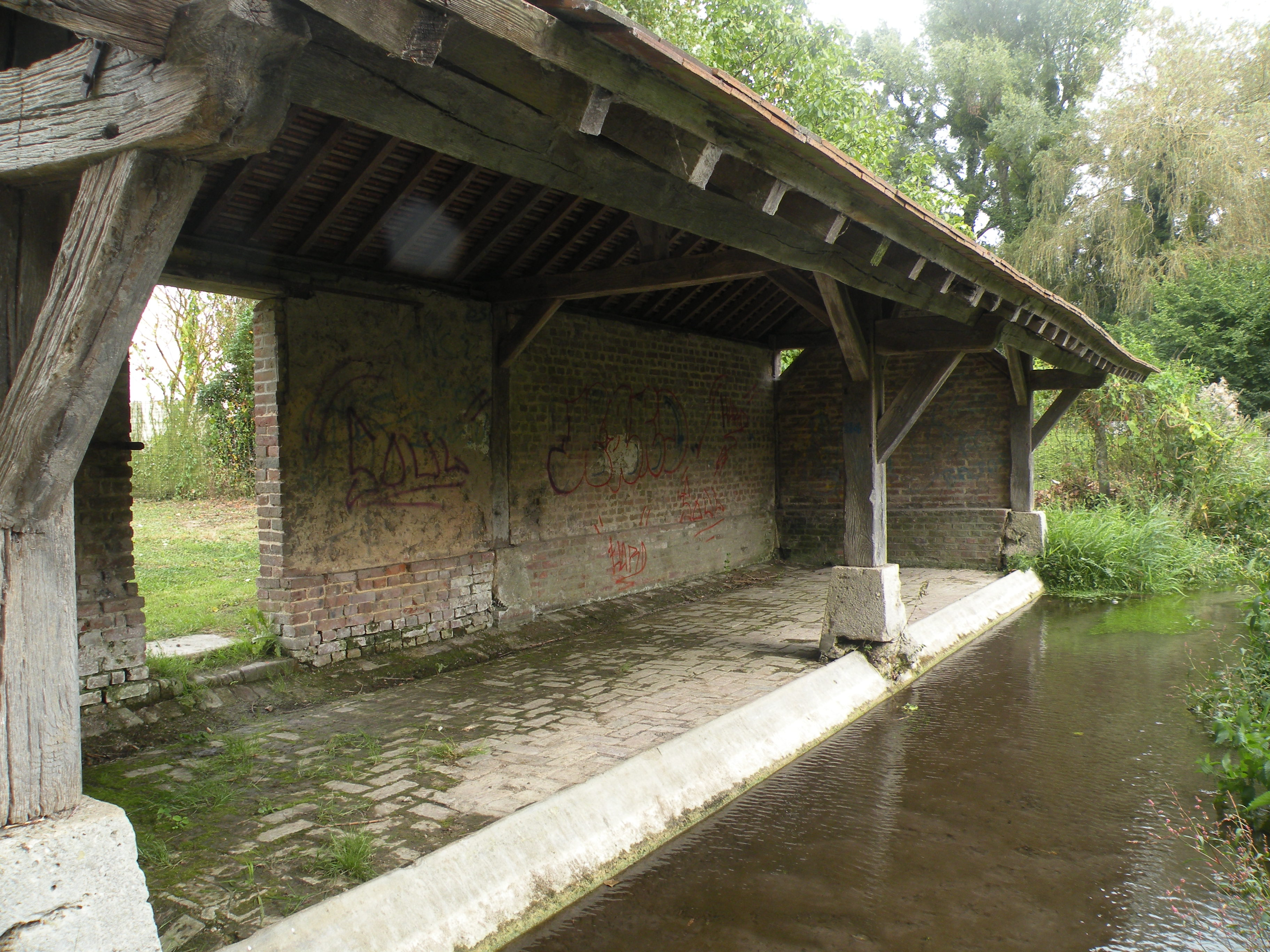
Ehemaliges Waschhaus
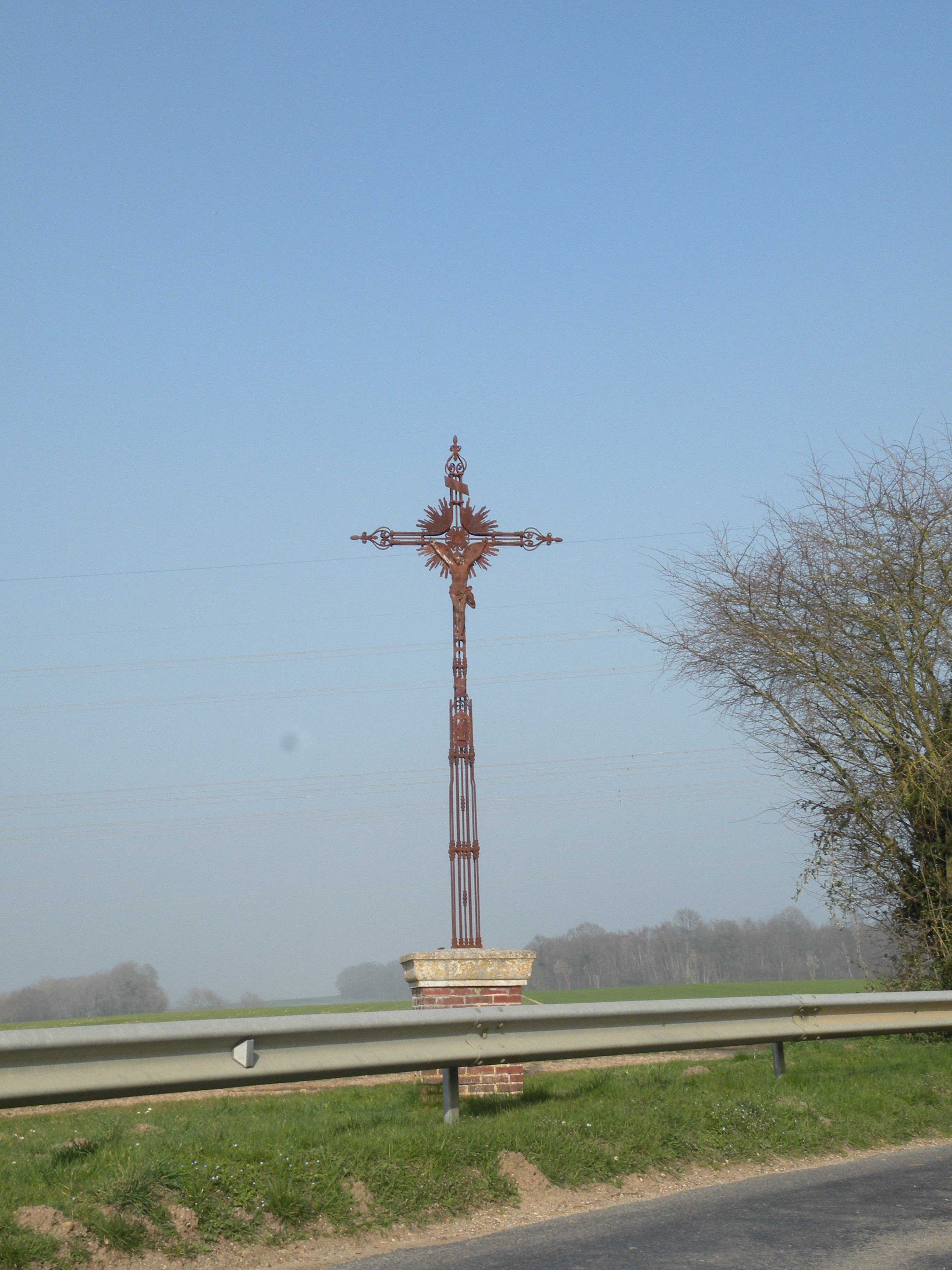
Calvaire
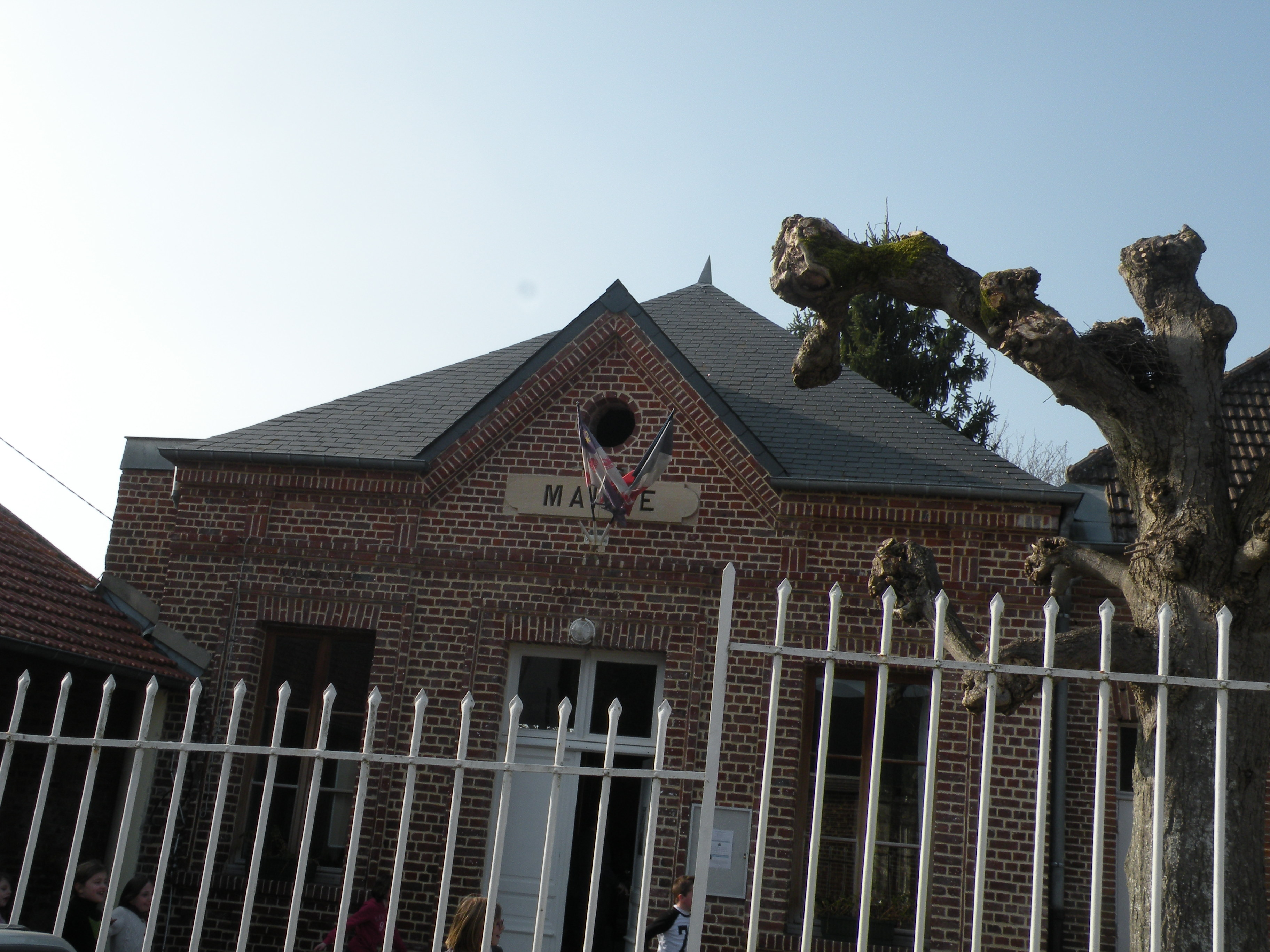
Mairie
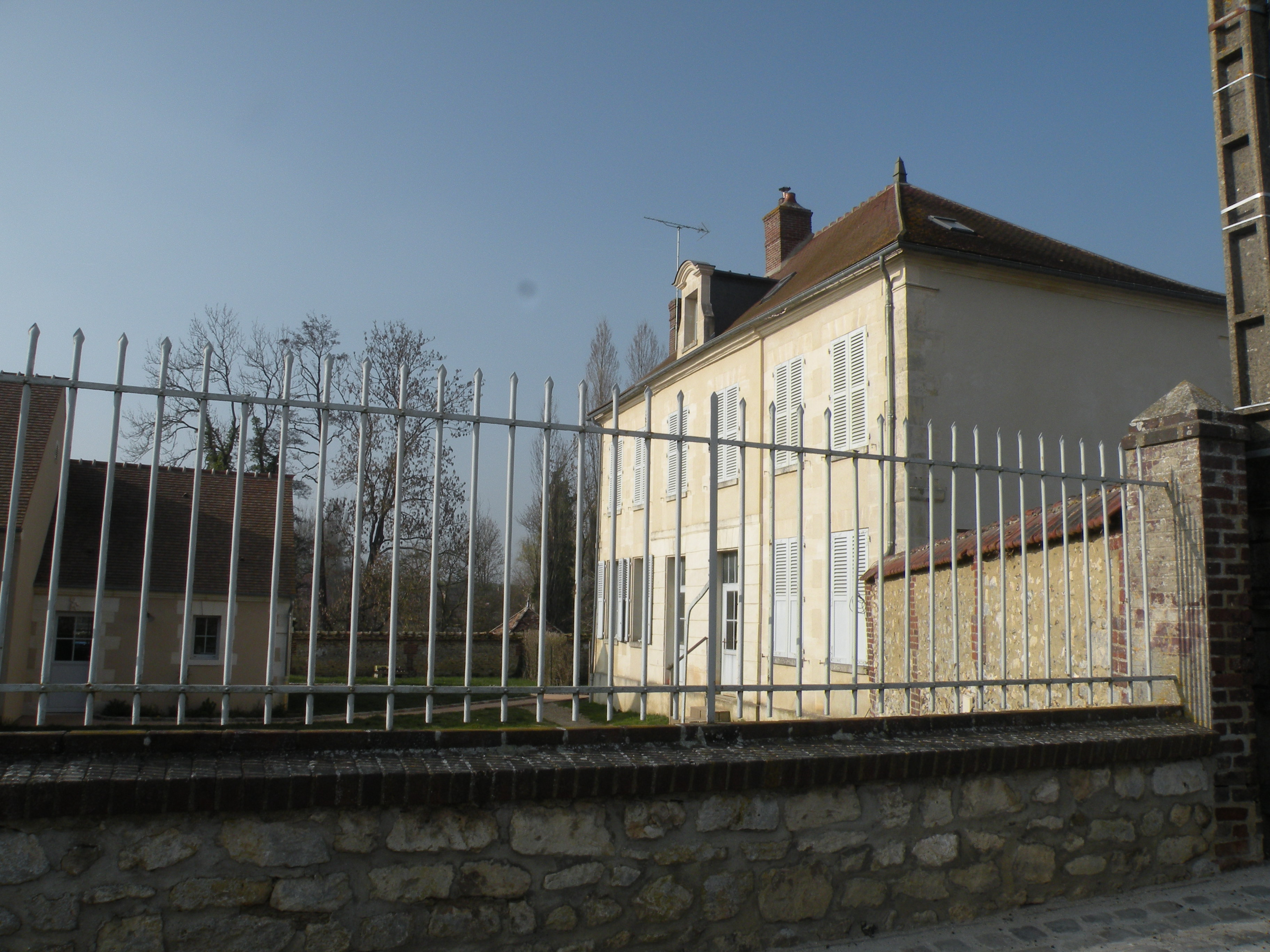
Schule